# ドイツの企業一覧
ドイツの企業の一覧（ドイツのきぎょういちらん）では、ドイツの企業を列記する。

## 金融・保険
- ドイツ銀行
- コメルツ銀行
- ドイツ・ポストバンク
- アリアンツ
- ハイポ・リアル・エステート
- ミュンヘン再保険
- ハノーバー再保険
- ドイツ取引所

## 情報・通信・交通
- ドイツテレコム
- ドイツポスト
- DHL
- ルフトハンザドイツ航空
- SAP
- シーメンス
- インフィニオン・テクノロジーズ
- TeamViewer
- ドイツ鉄道
- ドイツIBM

## 観光・サービス
- トゥイ
- Sixt

## 自動車生産関連
- メルセデス・ベンツ・グループ
- フォルクスワーゲン
- ダイムラー・トラック
- アウディ
- オペル
- BMW
- ポルシェ
- ボッシュ
- マギルス・ドイツ（現イヴェコ、フィアット傘下）
- ドレクメーラー
- エボバス
- ゼトラ
- ケスボーラー
- ZF
- コンチネンタル
- MAN
- レカロ
- ザックス
- クラウザー
- MZモトラッド
- ホレックス
- ルバコ
- ブーム

## 電機機器
- シーメンス
- ブラウン
- ミーレ
- リープヘル
- オスラム
- グルンディッヒ
- ケルヒャー
- コンチネンタル
- テレフンケン
- ボッシュ
- インフィニオン・テクノロジーズ
- Qセルズ
- レーベ
- ヘレウス
- シーメンスヘルシニアーズ
- フレゼニウス・メディカルケア
- ザルトリウス
- カールツァイスメディテック

## 化学・医薬品
- ベーリンガーインゲルハイム（製薬会社）
- ヘキスト
- バイエル
- サノフィ・アベンティス（旧ヘキスト（特殊化学部門） → 旧アベンティス ファーマ）
- BASF
- シムライズ
- フレゼニウス
- メルク (ドイツ)
- コベストロ
- エボニック インダストリーズ
- ランクセス
- シュッツ

## 防衛
- ラインメタル
- ユンカース

## エネルギー
- E.ON
- リンデ
- RWE
- シーメンス・エナジー
- シュレッター

## 商業・流通・家庭用品
- メトロ
- ケルヒャー
- ヘンケル
- ローゼンタール
- ビレロイ&ボッホ
- カール・ツァイス
- メイヤー・オプティック・ゴルリッツ
- ライカ・カメラ
- ペリカン
- バイヤスドルフ

## ファッション・スポーツブランド
- エスカーダ
- ヒューゴ・ボス
- ジル・サンダー (Jil Sander)
- モンブラン
- アディダス
- プーマ
- ウインザー
- サンク
- クリスティアン・ベルク
- ヤコ
- ハインリッヒ ディンケラッカー

## メディア関連
- ベルテルスマン
- BMG
- ホルツブリンク出版グループ
- プロジーベンザット1メディア

## コンサルティング
- バレオコン・マネジメント・コンサルティング
- ローランド・ベルガー

## その他
- MTUエアロ・エンジンズ
- ハイデルベルク・マテリアルズ
- クノールブレムゼ
- ティッセンクルップ
- GEAグループ
- デリバリーヒーロー
- Zalando
- ハローフレッシュ
- ラショナル
- ヴォノヴィア
- ホッホティーフ
- クロネス AG
- フォイト
- リープヘル
- ゼンネボーゲン
- シューベルトヘルメット
- シュマルツ (J. Schmalz GmbH)